# Die Eule und das Kätzchen (1970)
Die Eule und das Kätzchen (Originaltitel: The Owl and the Pussycat) ist eine US-amerikanische Filmkomödie aus dem Jahr 1970. Er basiert auf dem gleichnamigen Theaterstück von Bill Manhoff. Die Hauptrollen spielen Barbra Streisand und George Segal.

## Handlung
Der Film spielt in New York City. Felix ist ein erfolgloser Schriftsteller, der als Buchhändler arbeitet. Spät abends kommt er an einem regnerischen Tag nach Hause und erhält eine weitere Absage eines Verlages für seinen Roman. Im Treppenhaus gerät er mit dem rohen Hausmeister Rapzinsky aneinander. In seiner Wohnung wird Felix plötzlich beim Schreiben von Pistolenschüssen gestört. Es ist der Fernseher im Block gegenüber. Ein Mädchen hat dort Herrenbesuch. Felix beobachtet die beiden mit dem Fernglas und sieht, wie der Mann das Mädchen bezahlt. Der frustrierte Felix ruft daraufhin Rapzinsky an und schwärzt seine Nachbarin an.
Als Felix bereits schläft, klopft ein Mädchen energisch an der Tür. Felix will sie zunächst nicht hereinlassen. Sie bettelt jedoch so lange, bis er es endlich tut. Daraufhin bricht die Hölle über Felix herein: Es ist Doris, das Mädchen von gegenüber. Sie wurde von Rapzinsky aus der Wohnung geworfen, und Felix ist schuld daran. Es beginnt eine Schlacht zwischen der vulgären Prostituierten und dem wortgewandten, jedoch weltfremden Felix. Der Lärm in Felix’ Wohnung führt letztendlich dazu, dass auch er gemeinsam mit Doris aus der Wohnung geworfen wird. Ohne Geld können sie jedoch nicht einmal ein Hotel aufsuchen und landen so bei Felix’ Freund Barney. Die Schlacht geht jedoch auch hier weiter, bis sie sich näher und näher kommen.
Am nächsten Tag gehen sie getrennte Wege. Felix verdient sein Geld als Buchhändler, Doris als Tabledancerin. Beiden geht diese eine Nacht jedoch nicht aus dem Kopf. Doris ist auch nicht mehr in der Lage, als Prostituierte zu arbeiten. Über ihre Freundin Eleanor gibt sie Felix zu erkennen, dass sie ihn wiedersehen möchte. Felix kann es kaum erwarten und läuft zu ihr, nachdem er die Nachricht erhalten hat, wo sie sich befindet. Bei einem Spaziergang im Central Park erklären sie einander ihre Liebe.

## Hintergrund
Die Komödie The Owl and the Pussycat von Bill Manhoff war 1964/65 ein Erfolg am Broadway. Die Rolle des Felix spielte in der Theaterinszenierung Alan Alda und die Rolle der Doris Diana Sands, die dafür auch eine Tony-Award-Nominierung erhielt.
Die Verfilmung durch den ebenfalls als Theaterregisseur erfolgreichen Herbert Ross war für Barbra Streisand der erste Film, der kein Musical war. Ihre erste dramatische Rolle brachte ihr eine Golden Globe Award Nominierung als beste Schauspielerin in einer Komödie.
In einer prägnanten Szene liest Felix aus seinem Manuskript das bekannt gewordene Zitat "The sun spit morning into Julian's face." – "Die Sonne spuckte den Morgen in Julians Gesicht."
Die spätere Porno-Darstellerin Marilyn Chambers hat eine kurze Rolle als Barneys Freundin.
Die Filmbauten entwarf der berühmte James-Bond-Ausstatter Ken Adam.
Für Harry Stradling Sr. war dies der letzte Film: Er starb während der Dreharbeiten und wurde durch Andrew Laszlo ersetzt.

## Kritiken
„Vom Temperament Barbra Streisands getragene Tragikomödie, die ihre Herkunft vom Theater nicht leugnen kann“, befand das Lexikon des internationalen Films. Cinema beschrieb den Film: „Herbert Ross […] knöpfte sich einen Broadway-Hit vor und engagierte zwei Jungstars fertig war dieser prima Spaß. Fazit: Stark: Dialoge wie Bombeneinschläge“.

## Auszeichnungen
Barbra Streisand wurde im Jahr 1971 für den Golden Globe Award nominiert. Sie belegte 1971 bei der Verleihung der Laurel Awards den zweiten Platz. Buck Henry wurde im Jahr 1971 für den Writers Guild of America Award nominiert.